# 겹 케이크

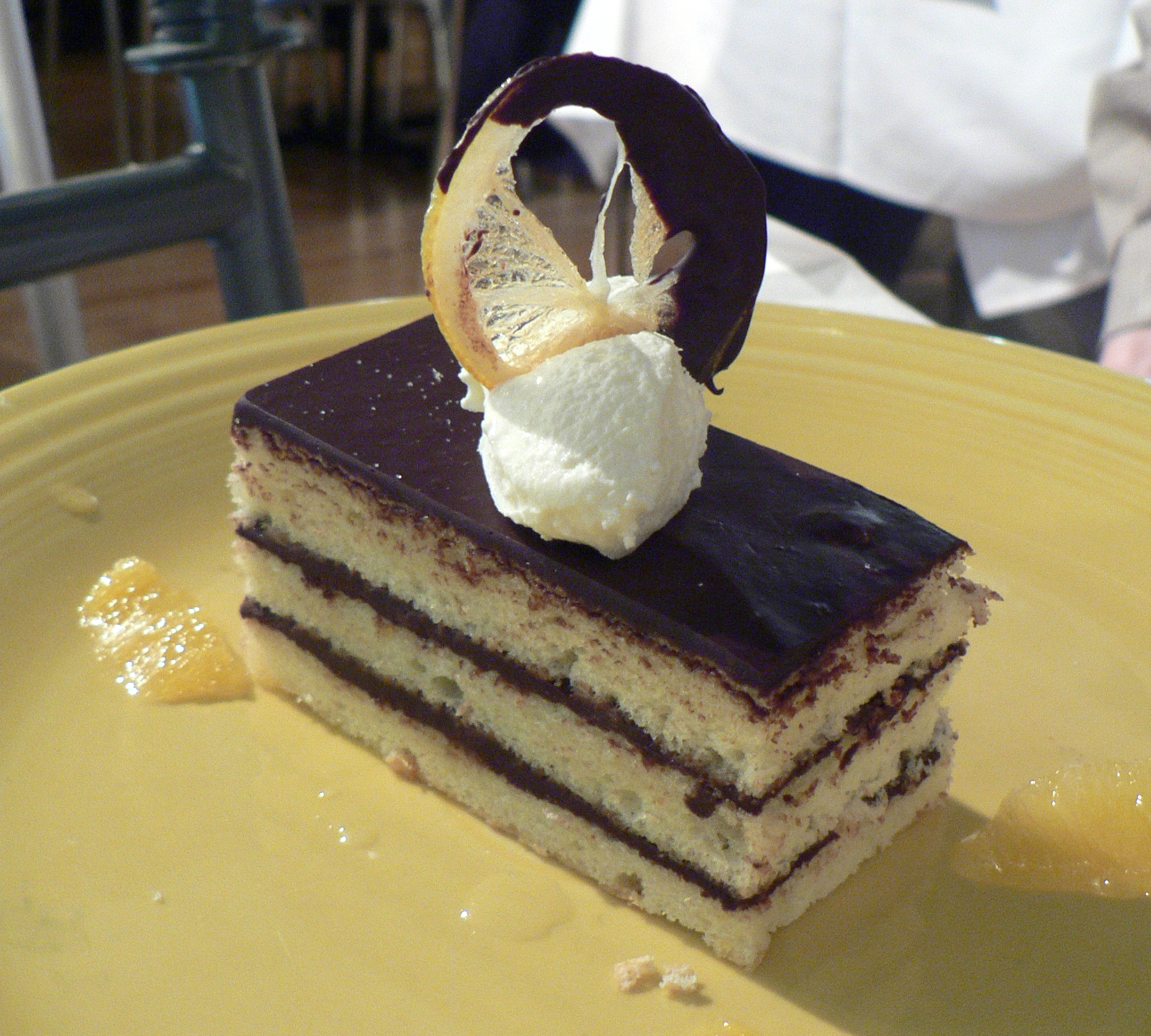
겹 케이크

겹 케이크(-cake, 영어: layer cake)는 케이크 사이에 크림, 잼 등을 넣어 켜를 지어 만든 케이크이다. 샌드위치 케이크(sandwich cake)로도 부른다.

## 같이 보기
- 바움쿠헨
- 밀푀유
- 토르테
- 크레프